# 柳家小菊
柳家 小菊（やなぎや こぎく）または柳家 小ぎく（読み同じ）は、落語家、音曲師の名跡。
- 柳家小菊 - 後∶四代目柳家小さん
- 柳家小ぎく - 後∶春風亭柳語楼
- 柳家小ぎく - 後∶二十四代目昔々亭桃太郎

## 経歴
- 1973年 - 二代目柳家紫朝（四代目鶴賀喜代太夫）に入門。
- 1976年 - ゴールデン・アロー賞 芸能新人賞
- 1977年 - フジサンケイグループ放送演芸大賞 ホープ賞
- 1979年 - 新内師範として「鶴賀喜代花」を許される。

## 出演
日産劇場大江戸捜査網 - 小菊役（1977年3月26日、東京12チャンネル）

### ウェブテレビ
- ABEMA寄席（2020年5月2日、ABEMA）[1]